# Unbound
Unbound è un server DNS ricorsivo, con cache e validazione, sviluppato da NLnet Labs. È un applicativo open source distribuito sotto licenza BSD.
La versione originale è stata progettato nel 2004 da Jakob Schlyter per Kirei e Roy Arends per Nominet, grazie ai fondi messi a disposizione da Verisign e ep.net per sviluppare un prototipo funzionale scritto in Java. In seguito, all'inizio del 2007, tale prototipo è stato riscritto in C dai laboratori NLnet per un maggiore efficienza.
Unbound è stato pensato come una serie di componenti modulari che coprono tutte le funzionalità richieste da un moderno framework DNS, come la sicurezza aggiuntiva garantita dalla validazione DNSSEC, la compatibilità con l'Internet Protocol Version 6 (IPv6) e una libreria per la risoluzione sicura dei nomi, riutilizzabile da altri client.